# قلعه‌های به سبک کره‌ای در ژاپن

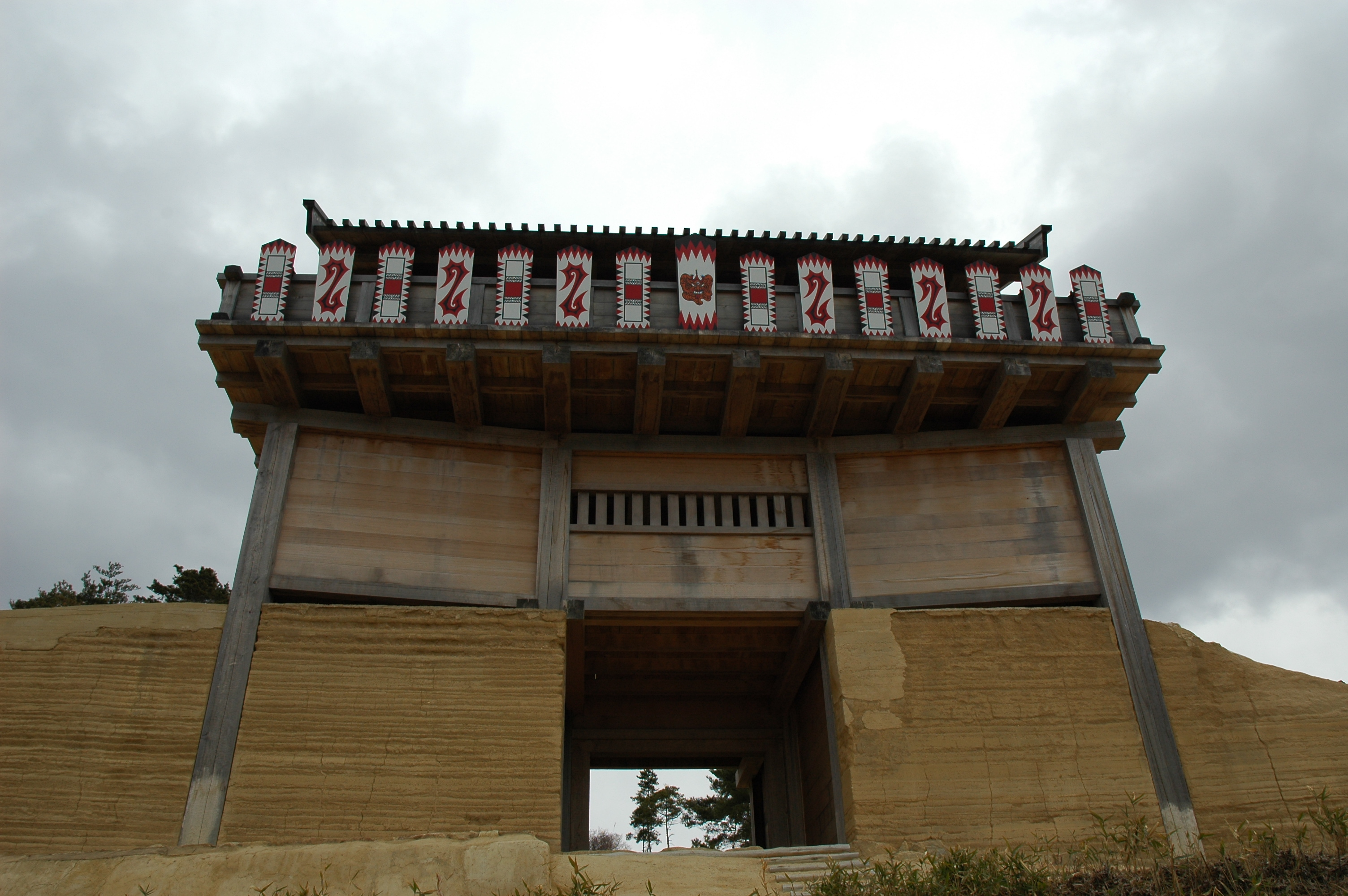
یک نمونه قلعه به سبک کره ای.

قلعه‌های به سبک کره‌ای در ژاپن (انگلیسی: Korean-style fortresses in Japan) در طول دوره یاماتو، در قرون اولیه تأسیس دولت ژاپن، تعداد زیادی قلعه به سبک کره‌ای (朝鮮 式 山城، Chōsen-shiki yamajiro) در ژاپن ساخته شد. قلعه‌های قدیمی متعلق به قرن ۸ و قبل از آن را می‌توان در سراسر غرب ژاپن یافت. بسیاری از این مکان‌ها با قلعه‌هایی شناخته شده‌اند که ساخت، تعمیر و تخریب آنها به طور مفصل در تواریخ باستان مانند نیهون‌شوکی و شوکو نیهونگی شرح داده شده‌است. طبق برخی تفاسیر از این متون، این قلعه‌ها با راهنمایی و به دستور اعضای مختلف اشراف کره ای یا سلطنت کره ساخته شده‌اند.